# Elizabeth Bartlet
Mary Elizabeth Caroline Bartlet (Renfrew (Ontario), 1948 – Durham (Carolina del Nord), 11 settembre 2005) è stata una musicologa canadese, nota per le sue opere relative ai secoli XVIII e XIX.
Curò una delle prime edizioni critiche del Guglielmo Tell di Rossini e del Platée di Rameau. Al momento della sua morte era docente di musica all'Università Duke e direttrice della Società Musicologica Americana.

## Biografia
Figlia di John Coburn Bartlet e di sua moglie Mary Elizabeth Dingle, conseguì la laurea e il master in musica all'Università di Toronto rispettivamente nel 1970 e nel 1972, iniziando la sua carriera come suonatrice delell'oboe . In seguito, proseguì gli studi universitari in musicologia all'Università di Chicago con Philip Gossett.
Nel 1982, completò il dottorato a Chicago con una dissertazione sul compositore francese Étienne Méhul, intitolata tienne Nicolas Méhul and opera during the French Revolution, Consulate, and Empire: a source, archival, and stylistic study ("Etienne Nicolas Méhul e l'opera durante la Rivoluzione francese, il consolato e l'impero: una fonte, un archivio e uno studio stilistico") che nel 1999 fu pubblicata come libro in due volumi dalla casa edtrice Musik-Edition Lucie Galland. Nel 2005, il musicologo David Charlton scrisse che tale opera si era «guadagnata lo status iconico riservato alle poche tesi di dottorato capaci di cambiare il proprio ambito di riferimento».
Ancora studentessa all'Università di Chicago, Elizabeth Bartlet iniziò a insegnare all'Università Wilfrid Laurier di Waterloo. Nel 1982,  divenne membrodella facoltà di musica della Duke University, nella quale rimase fino alla sua morte per cancro nel 2005. Negli anni 2000, fu nominata direttrice dell'American Musicological Society (AMS), che, poco tempo dopo il decesso, istituì il "Fondo M. Elizabeth C. Bartlet", che eroga borse di studio annuali a dottorandi o laureati negli Stati Uniti e in Canada per condurre ricerche musicologiche nel territorio francese.

## Opere
Le principali opere accademiche della Bartlet furono la tesi di dottorato, la monografia di 916 pagine sulle opere di Étienne Méhul e le pionieristiche edizioni critiche delle partiture per il Guglielmo Tell di Rossini e il Platée di Rameau, quest'ultimo completato poco prima della sua morte. Tutti questi lavori furono contrassegnati da una meticolosa e ampia ricerca archivistica.

La colonna sonora per il Guillaume Tell fu presentata per la prima volta alla Scala nel 1988 e pubblicata dalla Fondazione Rossini nel 1992 in occasione del bicentenario della nascita del compositore. Successivamente, fu ripresa all'interno di produzione rappresentate al Teatro dell'Opera di San Francisco, alla Royal Opera House di Londra e al festival rossiniano di Pesaro.
Fra i suoi articoli pubblicati all'interno di riviste e monografie accademiche, si ricordano in particolare:
- "Politics and the Fate of Roger et Olivier, a New Recovered Opera di Grétry", pubblicato dal Journal of American Musicological Society nel 1984. Nello stesso anno, l'articolo fu premiato come il migliore elaborato su un argomento del XVIII secolo dal capitolo sud-orientale dell'American Society for Eighteenth-Century Studies[11];
- A musician's view of the French baroque after the advent of Gluck: Grétry's Les trois âges de l'opéra and its context  ("Il punto di vista di un musicista sul barocco francese dopo l'avvento di Gluck: i tre periodi dell'opera di Grétry e il suo contesto"), pubblicata al'interno del volume Jean-Baptiste Lully and the music of the French baroque, edito dalla Cambridge University Press nel 1989. La rivista Music & Letters lo recensì come «un superbo sondaggio sul cambiamento dei gusti musicali in Francia durante il diciottesimo secolo»[12];
- "From Rossini to Verdi" ("Da Rossini a Verdi"), pubblicato all'interno del volume The Cambridge Companion to Grand Opera, edito dalla Cambridge University Press nel 2004. La critica del Cambridge Opera Journal osservò che «le sue 93 note a piè di pagina...danno un indizio della conoscenza enciclopedica dell'argomento stipata in uno spazio faticosamente piccolo».[13]

Elizabeth Bartlet firmò le introduzioni alle partiture in facsimile di Mélidore et Phrosine e di Stratonice di Méhul, oltre a vari articoli sull'opera francese del XVIII e XIX secolo per il The New Grove Dictionary of Music and Musicians e per il The New Grove Dictionary of Opera.